# Muhamed Kondžić
Muhamed Kondžić (28. září 1932 Derventa, Království Jugoslávie – 7. října 1996 Zenica, Bosna a Hercegovina) byl bosenskohercegovský spisovatel bosňáckého původu. Po svém uvěznění se demonstrativně označoval za Chorvata islámské víry.

## Životopis
V rodném městě navštěvoval základní a střední školu. Později absolvoval Filozofickou fakultu Univerzity v Sarajevu, obor jugoslávská/jihoslovanská literatura a srbochorvatský jazyk. Poté pracoval jako učitel srbochorvatského jazyka a novinář v Derventě, Prnjavoru, Slavonském Brodu, Tuzle a Travniku.
Roku 1972 v zenickém deníku Naša riječ (Naše slovo) uveřejnil článek o zpronevěře v jednom JZD v okresu Vitez (Koga kriju knjige dugovanja), načež byl zatčen a ve vykonstruovaném procesu odsouzen za kontrarevoluční činnost a verbální delikt k několikaletému trestu odnětí svobody. Během výkonu trestu při automobilové nehodě zemřel jeho syn a manželka spáchala sebevraždu. Po propuštění roku 1976 živořil na okraji společnosti, přišel o dřívější zaměstnání i služební byt, ale o to intenzivněji se věnoval literární tvorbě. Roku 1976 se přihlásil do anonymní literární soutěže sarajevského listu Oslobođenje; z pěti poslaných povídek se hned tři umístili na prvních honorovaných místech a další dvě byly doporučeny k odkoupení, nicméně po odhalení jména autora z udělení ceny i finanční odměny sešlo. V době rozpadu Jugoslávie v 90. letech 20. století podporoval chorvatské nacionalisty vedené Franjou Тuđmanem ve sporu se srbskými centralisty. Roku 1994 demonstrativně spálil své knihy před Obecní knihovnou v Zenici.

## Dílo
- Noć nema svjedoka (Noc nemá svědka, Sarajevo 1979), román
- Silicijum front (Křemíková fronta, Sarajevo 1982), román, součást dvou děl v jedné knize Silicijum front / Kraljevske legende (Dževad Karahasan) v edici Savremena književnost naroda i narodnosti BiH u 50 knjiga (Sarajevo 1984/85)
- Žive muke (Živá trápení, Sarajevo 1983), román
- Ham-Dagova osveta i druge priče (Ham-Dagova pomsta a jiné povídky, Sarajevo 1984), sbírka povídek
- Uvježbavanje boli (Nacvičování bolesti, Sarajevo 1987)
- Limeni lijes za Salcburg (Kovová rakev pro Salcburk Zenica 1989)
- Sužnji: izabrane pripovijetke (Zajatci, Sarajevo 1991), výbor povídek, součást edice Muslimanska književnost XX vijeka, pak součást edice Bošnjačka književnost u 100 knjiga (Sarajevo 1999)
- Pletači krletki (Košíkáři, Zenica 1991), sbírka povídek
- O prozi Muhameda Kondžića i izbor pripovjedaka (O próze Muhameda Kondžiće a výbor povídek, ed. Josip Osti, Ljubljana 1995), výbor povídek
- Izabrane pripovijetke (Vybrané povídky, Zenica 2008)